# 2013年のアメリカンリーグ第2ワイルドカード決定プレイオフ
2013年のアメリカンリーグ第2ワイルドカード決定プレイオフは、2013年9月30日にタンパベイ・レイズとテキサス・レンジャーズの間で行われたアメリカンリーグワイルドカード決定戦である。

## 概要
この年は第1ワイルドカードをインディアンスが得たが、第2ワイルドカードはレイズとレンジャーズが91勝71敗で並び、2012年にワイルドカードが2チームに増やされてからは初のワイルドカード決定プレイオフが開催された。
試合はレイズが3回までに3点を挙げて5-2でレンジャーズを下し、ワイルドカードゲームへ進出した。

## 試合結果
表中のRは得点、Hは安打、Eは失策を示す。
- テキサス州アーリントン - レンジャーズ・ボールパーク・イン・アーリントン

|              | 1 | 2 | 3 | 4 | 5 | 6 | 7 | 8 | 9 | R | H | E |
| ------------ | - | - | - | - | - | - | - | - | - | - | - | - |
| レイズ       | 1 | 0 | 2 | 0 | 0 | 1 | 0 | 0 | 1 | 5 | 7 | 0 |
| レンジャーズ | 0 | 0 | 1 | 0 | 0 | 1 | 0 | 0 | 0 | 2 | 7 | 1 |

1. 勝利：デビッド・プライス (10–8)
2. 敗戦：マーティン・ペレス (10–6)
3. 本塁打
TB：エバン・ロンゴリア (32)
TEX：なし